# Rhynchosia beddomei
Rhynchosia beddomei är en ärtväxtart som beskrevs av John Gilbert Baker. Rhynchosia beddomei ingår i släktet Rhynchosia och familjen ärtväxter. Inga underarter finns listade i Catalogue of Life.